# Armstrong Siddeley Panther
Armstrong Siddeley Panther — британский поршневой 14-цилиндровый двухрядный авиадвигатель воздушного охлаждения, разработанный в 1929 году. Ранние варианты известны также как Jaguar Major. Большая часть выпущенных двигателей была установлена на самолётах Fairey Gordon.

## Применение
- ANBO-IV (один из прототипов)
- Armstrong Whitworth Atlas Mk II
- Armstrong Whitworth A.W.XIV Starling MkII
- Armstrong Whitworth A.W.16
- Armstrong Whitworth A.W.35 Scimitar
- Fairey Gordon
- Fokker C.V
- Hawker Hoopoe
- Junkers W 34 fy ed fg
- Marinens Flyvebaatfabrikk M.F.11
- Supermarine Air Yacht
- Westland Wapiti V (первый прототип)